# Beam Me Up Scotty
Beam Me Up Scotty es el tercer mixtape de la rapera, actriz, compositora y cantante trinitense Nicki Minaj, fue lanzado el 18 de abril de 2009 bajo el sello Trapaholic Records. Cuenta con versos de los raperos Bobby V, Brinx, Busta Rhymes, Drake, Gucci Mane, Gudda Gudda, Jae Millz, Lil Wayne, Red Café, Ricky Blaze, Rocko, Ron Browz y Shanell. La producción estuvo a cargo del DJ Holiday y The Trapaholics. Beam Me Up Scotty recibió comentarios positivos de los críticos de la música contemporánea y también en gran parte se acredita con establecer la fan base de Minaj. Uno de sus temas, «I Get Crazy» entró a las listas del Billboard Hot Rap Songs y Hot R&B/Hip-Hop Songs en Estados Unidos en las posiciones 20 y 27 respectivamente.
El mixtape se relanzó el 14 de mayo de 2021 por Republic Records.

## Antecedentes y desarrollo
| «Yo estaba bien, pero yo no me centré en la música. Estaba haciendo fotos y esas cosas, para que la gente conociera más imágenes que música mía. Pero con el mixtape Beam Me Up Scotty, me tomé en serio como artista. Por lo tanto, yo diría que tal vez hace un año empezé a afiliar mi habilidades. Recientemente, yo he estado cantando más. Ahora ya es oficial.» — Nicki Minaj |

Beam Me Up Scotty se grabó luego de la presentación que Lil Wayne hizo de Minaj como nueva artista del sello rap discográfico Dirty Money Records en la serie de DVD "The Re Up". Se acreditó como mentor de Minaj para la grabación de Beam Me Up Scotty, dos años después de su aparición en «Don't Stop, Won't Stop», una canción de Wayne de su aclamado mixtape lanzado en 2007 Da Drought 3 el cual utilizó fragmentos de la canción «Don't Stop, Won't Stop» de Young Gunz. Minaj dice que durante su tiempo en la gira con Lil Wayne: "me hizo sentir hambre. Eso es lo que inspiró a mí y la música para la cinta de Beam Me Up Scotty, el I Am Music Tour.

## Promoción
«I Get Crazy», en colaboración con Lil Wayne debutó en el listado Hot R&B/Hip-Hop Songs y Hot R&B/Hip-Hop Songs Airplay en los Estados Unidos. El vídeo musical para la canción «Itty Bitty Piggy» fue lanzado para la canción debido a la demanda popular. El vídeo es un detrás de escenas de una sesión fotográfica de Minaj para Beam Me Up Scotty, en un concierto en un club, en ambas escenas interpretando la canción. El vídeo se estrenó en Hoodaffairs On Demand.com, los cuales también tenían parte de la grabación del videoclip. El vídeo «Go Hard» en colaboración de Lil Wayne fue promocionado con un vídeo musical dirigido por Koach K. Rich.

## Recepción crítica
Beam Me Up Scotty fue bien recibido por los críticos y fanáticos por igual, recibiendo una puntuación media de 78. MTV Mixtape Daily eligió Beam Me Up Scotty como su selección semanal del 4 de mayo de 2009, dando al álbum comentarios positivos: "Si, vas a escuchar un montón de más-que-simples-tiros-a-amigos para las damas, Nicki dice que ama las chicas y que no tiene problema de que se de rodee por "perras malas". Daily Mixtape favoreció temas como «I Get Crazy» (feat. Lil Wayne), «Kill The DJ» y «Envy». Se le acredita a Beam Me Up Scotty el ayudar a distinguir a Nicki Minaj como una excelente compositora y letrista en un género dominado por los hombres.
SoundOff TV de BET dio a Minaj una revisión positiva en su mixtape, mientras comenta impresiones de Minaj a sí misma: "yo no voy al frente, cuando Nicki activo mi 'radar de Rapero nuevo' inmediatamente pulsé el botón 'pasará' desde los paralelos entre ella y Lil' Kim que fueron similares. Chicas gruesas de piel oscura rapeando sobre cuestiones explícitas, solamente hablando detrás de puertas cerradas – sí, yo diría que fue una copia al carbón. Pero después de quitar la pegatina de las de mi frente, me senté, analicé el material y me di cuenta que los paralelos que una ves pensé que existían no lo hacían". En la guía del consumidor para MSN Music. Robert Christgau dio una crítica de A–, indicando que "la clases de variedades de buenos expedientes es el gran lujo de de micromarketing musical y superproducción. Alguien abierto a su estética disfrutará más de la mitad de sus pistas".
Según Rob Molster de The Cavalier Daily, Beam Me Up Scotty "cosechó [Minaj] una reputación para la entrega de letras viciosas con un estilo fresco... [y] también reveló que Minaj tiene una habilidad para invocar personalidades alternativas, añadiendo otra capa a su ya complejo personaje". La grabación se acredita para ayuda de crear la Fan Base de Minaj. Poco después de su lanzamiento, Minaj junto a otros artistas de Young Money/Cash Money aparecieron en Daily Mixtape de MTV para hablar de la grabación.

### Análisis retrospectivo
En una reseña de 2021 sobre la reedición del mixtape, la escritora de The Daily Californian Kelly Nguyen señaló que en 2009, cuando se publicó la cinta por primera vez, "el ascenso de Minaj como soberana del rap era sensacional" y que su "claro talento iba acompañado de su copioso carisma, todo ello envuelto en el cebo y el cambio de sus personajes". Añadió que la "nostalgia de la mixtape throwback de Minaj es la razón por la que el lanzamiento del álbum reavivó a los jóvenes de Barbz y TikTok para escucharlo en streaming". Continuó diciendo que a partir de este álbum,
"[Minaj fue] a toda velocidad en un verso vertiginoso que está construido para hacerte sentir como un jefe de nivel Barbie. Pero luego se muestra desenfadada y despreocupada [...] Así es como se ha mantenido relevante desde la era de los cortes de tazón prepuberty de Justin Bieber y el golpe de estado de Kanye en los MTV VMA. Por mucho que el mundo intentara reducirla a su nivel, ella lo masticaba y lo escupía, para repetir el proceso en la siguiente estrofa".
El escritor de Complex Trace William Cowen también señaló que "los fans y los observadores de la industria por igual han señalado las circunstancias únicas que rodean" el debut del álbum en el número dos, "elogiando a Minaj por embolsar una semana de apertura tan fuerte con un proyecto que es efectivamente (nuevos cortes aparte) un poco más de 12 años de edad". En un análisis de la reedición, la escritora de PopMatters Ana Clara Ribeiro afirmó que "Minaj puede no haber sido una pionera de las mujeres en el rap" pero tampoco "tiene más sentido describirla como una 'mujer rapera' cuando es una de las mejores vivas y una seria candidata a mejor de todos los tiempos". Rolling Stone el escritor Mankaprr Conteh declaró que con el relanzamiento, Minaj revisitó una "lejana edad de oro". Continuó diciendo que el ascenso de Minaj con la mixtape "se produjo cuando el rap hecho por mujeres parecía estar en declive. Al parecer, el número de mujeres fichadas por grandes discográficas pasó de más de 40 a solo tres entre finales de los ochenta y 2010; tras su llegada, Minaj se convirtió en una figura singular de la música durante casi una década". Continuó diciendo que esta mixtape "allanó el camino para ese logro". Sobre el contenido de la mixtape, afirmó que Minaj "aportó una humanidad más realista a su persona con interludios hablados reveladores". Conteh continuó diciendo que:
"Doce años después de Beam Me Up Scotty, hay muchas más mujeres haciendo música rap popular y no hay duda de que el éxito de Nicki Minaj ha inspirado la variedad y la competencia que existe ahora [...] Las mujeres de todo el rap exploran los contornos de sus voces, basándose en un marco establecido por [Minaj]. Complementan sus raps con delicados cantos. Han aprovechado su vestuario y pelucas exagerados. Muchas han hecho remakes de canciones [de Minaj] y, las más afortunadas, han podido colaborar con ella".

## Lista de canciones
| N.º | Título                                                | Duración |  |
| 1.  | «Intro»                                               | 1:04     |  |
| 2.  | «I Get Crazy» (con Lil Wayne)                         | 3:41     |  |
| 3.  | «Itty Bitty Piggy»                                    | 4:07     |  |
| 4.  | «Kill da DJ»                                          | 3:01     |  |
| 5.  | «Mind on My Money» (con Brinx y Busta Rhymes)         | 4:31     |  |
| 6.  | «Nicki Minaj Speaks»                                  | 0:19     |  |
| 7.  | «Slumber Party» (con Gucci Mane)                      | 3:30     |  |
| 8.  | «Shopaholic» (con Bobby V & Gucci Mane)               | 5:32     |  |
| 9.  | «Go Hard» (con Lil Wayne)                             | 5:56     |  |
| 10. | «Nicki Minaj Speaks»                                  | 1:12     |  |
| 11. | «Best I Ever Had (Remix)» (con Drake)                 | 5:26     |  |
| 12. | «Handstand» (con Shanell)                             | 3:08     |  |
| 13. | «Keys Under Palm Trees»                               | 2:51     |  |
| 14. | «Get Silly»                                           | 1:30     |  |
| 15. | «Easy» (con Gucci Mane & Rocko)                       | 4:05     |  |
| 16. | «Five-O» (con Jae Millz & Gudda Gudda)                | 4:18     |  |
| 17. | «Nicki Minaj Speaks»                                  | 0:53     |  |
| 18. | «Envy»                                                | 3:43     |  |
| 19. | «Can Anybody Hear Me?»                                | 3:26     |  |
| 20. | «Still I Rise»                                        | 3:09     |  |
| 21. | «I Feel Free» (con Ron Browz, Red Café y Ricky Blaze) | 4:32     |  |
| 22. | «Outro»                                               | 1:39     |  |
| 23. | «Beam Me Up Scotty»                                   | 3:59     |  |

Notas
- «Beam Me Up Scotty» contiene fragmentos de «Kill the Bitch» interpretado por Sasha

## Reedición de 2021

### Antecedentes
El 11 de mayo de 2021, después de una pausa de tres meses en las redes sociales, Minaj compartió una serie de fotos en Instagram burlándose del lanzamiento de la música el viernes 14 de mayo. Ella confirmó el lanzamiento de la música en Instagram Live confirmando que Beam Me Up Scotty se lanzaría "en los principales servicios de streaming, e incluiría una pista fresca" llamada "Seeing Green" con la colaboración de los raperos Drake y Lil Wayne. Drake también se unió a la emisión diciendo,
"No me pareció bien que no estuvieras en él. Nadie hace esto [...] mejor que tú. Echamos de menos tu presencia, echamos de menos tus barras".
 El 14 de mayo de 2021, Minaj volvió a lanzar la mixtape en todos los servicios de streaming junto con una nueva portada y tres nuevas canciones. Billboard describió la nueva obra de arte de la mixtape como que Minaj iba "full-retro para la renovada obra de arte con temática de Star Trek".
En 2021, mientras se burlaba de la reedición del mixtape, Minaj publicó una foto de sí misma con unos Crocs de color rosa intenso. Según Billboard y The Sole Supplier, "el look provocó un aumento de 4.900% en las ventas de Crocs rosa y el sitio web del minorista también se colapsó".

### Contenido
Además de "Seeing Green", la reedición incluye dos temas nuevos titulados "Fractions" y un remix de "Crocodile Teeth" con Skillibeng. La mixtape también incluía sus temas de 2014 "Chi-Raq" y "Boss Ass Bitch" con G Herbo y PTAF respectivamente. También se incluyó el mixtape de 2009, pero varios temas no pasaron el corte final debido a problemas de muestreo, incluyendo: "I Feel Free", "Mind on My Money", "Handstand", "Five-O" y "Outro".

## Lista de Canciones
| Beam Me Up Scotty Reedición de 2021 |                                               |                                             |          |  |
| N.º                                 | Título                                        | Sample(s)                                   | Duración |  |
| 1.                                  | «Seeing Green» (con Drake & Lil Wayne)        | "In My Mind" de Heather Headley             | 5:39     |  |
| 2.                                  | «Fractions»                                   | "Where I'm From" de Jay-Z                   | 3:01     |  |
| 3.                                  | «Crocodile Teeth» (con Skillibeng) (Remix)    |                                             | 3:37     |  |
| 4.                                  | «Chi-Raq» (con G Herbo)                       |                                             | 3:51     |  |
| 5.                                  | «Boss Ass Bitch» (con PTAF) (remix)           |                                             | 4:08     |  |
| 6.                                  | «Intro»                                       |                                             | 1:03     |  |
| 7.                                  | «Itty Bitty Piggy»                            | "Donk" de Soulja Boy Tellem                 | 4:06     |  |
| 8.                                  | «I Get Crazy» (con Lil Wayne)                 |                                             | 3:40     |  |
| 9.                                  | «Kill da DJ»                                  |                                             | 3:01     |  |
| 10.                                 | «Nicki Minaj Speaks»                          |                                             | 0:19     |  |
| 11.                                 | «Slumber Party» (con Gucci Mane)              |                                             | 3:30     |  |
| 12.                                 | «Shopaholic» (con Gucci Mane, Bobby V & F1JO) |                                             | 5:32     |  |
| 13.                                 | «Gotta Go Hard» (con Lil Wayne)               | "Go Hard" DJ Khaled con Kanye West & T-Pain | 5:55     |  |
| 14.                                 | «Nicki Minaj Speaks #2»                       |                                             | 1:09     |  |
| 15.                                 | «Best I Ever Had Remix» (con Drake)           |                                             | 5:25     |  |
| 16.                                 | «Keys Under Palm Trees»                       |                                             | 2:50     |  |
| 17.                                 | «Silly»                                       | "Get Silly" de V.I.C.                       | 1:30     |  |
| 18.                                 | «Easy» (con Gucci Mane & Rocko)               |                                             | 4:05     |  |
| 19.                                 | «Nicki Minaj Speaks #3»                       |                                             | 0:52     |  |
| 20.                                 | «Envy»                                        |                                             | 3:27     |  |
| 21.                                 | «Can Anybody Hear Me?»                        |                                             | 3:25     |  |
| 22.                                 | «Still I Rise»                                | "No Matter What" de T.I.                    | 3:08     |  |
| 23.                                 | «Beam Me Up Scotty»                           | "Kill the Bitch" de Sasha                   | 3:58     |  |

## Personal
Créditos adaptados de la contraportada de Beam Me Up Scotty.
- Debra Antney - productora ejecutiva
- Onika Maraj - productora ejecutiva

## Charts
| Chart (2021)                            | Peak position |
| --------------------------------------- | ------------- |
| Australia (ARIA)                        | 41            |
| Bélgica (Ultratop flamenca)             | 73            |
| Bélgica (Ultratop valona)               | 134           |
| Canadá (Billboard Canadian Albums)      | 5             |
| Países Bajos (Album Top 100)            | 43            |
| Irlanda (OCC)                           | 32            |
| Nueva Zelanda (RMNZ)                    | 32            |
| Suiza (Schweizer Hitparade)             | 71            |
| Reino Unido (UK Albums Chart)           | 19            |
| Reino Unido (UK R&B Albums)             | 10            |
| Estados Unidos (Billboard 200)          | 2             |
| Estados Unidos (Top R&B/Hip-Hop Albums) | 2             |

### Year-end charts
| Chart (2021)                                         | Peak position |
| ---------------------------------------------------- | ------------- |
| Estados Unidos (Billboard 200)                       | 192           |
| Estados Unidos US Top R&B/Hip-Hop Albums (Billboard) | 76            |

## Historial de lanzamiento
| Región         | Fecha                   | Formato(s)          | Etiqueta(s)       | Ref    |
| -------------- | ----------------------- | ------------------- | ----------------- | ------ |
| Varios         | 18 de abril de 2009     | descarga digital    | N/A               |        |
| Reino Unido    | 6 de septiembre de 2009 | CD descarga digital | Trapaholics       | [ 34 ] |
| Varios         | 14 de mayo de 2021      | Descarga digital    | Reedición de 2021 | [ 35 ] |
| Estados Unidos | 6 de agosto de 2021     | CD                  | Reedición de 2021 | [ 36 ] |
| Brasil         | 6 de agosto de 2021     | CD                  | Reedición de 2021 | [ 37 ] |